# Gabriëla Dos Santos
Gabriëla Pereira Dos Santos (Willemstad, 28 de marzo de 2002) es una modelo y ganadora de un concurso de belleza neerlandesa que fue coronada Miss Curazao 2022 y representó a Curazao en Miss Universo 2022, donde se ubicó entre las 5 finalistas.

## Biografía
Gabriëla nació en Willemstad, sus padres son de origen brasileño y surinamés.

## Trayectoria

### Miss Curacao 2022
El 29 de mayo de 2022, compitió contra otras dos finalistas en Miss Universe Curaçao 2022 en Renaissance Wind Creek Curacao Resort en Willemstad y ganó el título.

### Miss Universo 2022
El 14 de enero de 2023, Dos Santos representó a su país, se posicionó en el top 5 le preguntaron:  
Si tuvieras la oportunidad de hablar con el gobernante de tu país, ¿qué te gustaría discutir?
Ella respondió:
“Creo que hay mucho qué discutir y creo que Curazao es multicultural, a veces siendo que la gente se siente excluida y creo que no debemos discriminar ni sentir bullying en nuestro país”.